# Bogusław Bosak
Pour les articles homonymes, voir Bosak.
Bogusław Bosak, né le 6 juin 1968 à Krosno, est un homme politique polonais. Il a été élu au Parlement national Polonais le 25 septembre 2005, réunissant 2 607 votes à Cracovie. Il est membre du parti politique Droit et Justice.